# Act II: Galileo
Act II:Galileo è l'album di debutto del gruppo musicale progressive metal italiana Time Machine, pubblicato nel 1995 per la Spell Records ed ispirato allo scienziato Galileo Galilei.

## Tracce
1. I. A New World: 1. New Frontiers – 1:18
2. I. A New World: 2. Stargazer – 5:16
3. II. Guilt: 3. Rage – 0:25
4. II. Guilt: 4. I Hold the Key (Into the Void) – 6:29
5. III. Regrets: 5. Colours of the Night – 1:07
6. III. Regrets: 6. Mother – 1:01
7. III. Regrets: 7. Let Me Cry – 0:54
8. IV. The Holy Office: 8. Justice – 0:30
9. IV. The Holy Office: 9. Fear – 2:33
10. IV. The Holy Office: 10. Burning in the Wind – 3:39
11. V. The Old World: 11. Aperite! – 0:44
12. VI. A Nightmare: 12. Dungeons of the Vatican – 5:00
13. VII. Nightly Visions: 13. Cold Flames of Faith – 7:56
14. VII. Nightly Visions: 14. Suspisions – 0:22
15. VIII. The Trial: 15. White Collars – 5:40
16. VIII. The Trial: 16. Prisoner of Dreams (Condemned) – 5:04
17. VIII. The Trial: 17. Black Rose – 1:04
18. IX. Pain: 18. I Can't Smile – 2:48
19. IX. Pain: 19. Silent Cry – 0:20

## Formazione
Folco Orlandini - voce
Antonio Rotta - batteria
Ivan Oggioni - chitarra
Joe Taccone - chitarra
Lorenzo Dehò - basso e tastiera